# Stordal
Stordal là một đô thị ở hạt Møre og Romsdal, Na Uy.
Stordal đã được tách khỏi Stranda ngày 1 tháng 1 năm 1892. Stordal đã được nhập với Ørskog ngày 1 tháng 1 năm 1965 nhưng lại được tách ra ngày 1 tháng 1 năm 1977.
Trong tiếng Na Uy Cổ, tên này là Stóladalr. Tiếp đầu ngữ là dạng sở hữu cách số nhiều của stóll m 'ghế', tiếp vĩ ngữ là dalr m 'thung lũng'. Hai ngọn núi quanh thung lũng có tên Stolen ('ghế').
Cho đến năm 1918, tên này được viết là Stordalen.